# Logical Unit Number
Un LUN (Logical Unit Number) désigne, dans le domaine du stockage informatique, le numéro d'unité logique d'un équipement SCSI. Par extension cet acronyme désigne également le numéro d'identification d'une unité de stockage SAN. Bien que LUN réfère strictement à l'identifiant numérique de l'unité, il est également souvent employé pour désigner l'espace de stockage lui-même.

## Emploi actuel
Dans un réseau SAN, un LUN est le numéro d'identification d'un espace de stockage présenté à un ou plusieurs serveurs (dans un réseau SAN, chaque carte HBA d'un serveur connecté possède un WWN unique et l'administrateur du SAN peut ainsi définir pour chaque espace de stockage existant le numéro sous lequel il doit être présenté à chacun des serveurs connectés.)
Cette notion est importante dans un SAN puisqu'elle permet de présenter ou pas chaque LUN selon le serveur, c'est la notion de LUN masking ou présentation.

## Historique
Dans le protocole SCSI, la plupart des commandes (ou CDB) envoyées à un équipement connecté au bus (appelé cible ou target) contient un champ de 3 bits précisant l'unité logique au sein de cette cible (cela permettait par exemple d'employer la même seule électronique de lecture/enregistrement pour plusieurs unités physiques de stockage à l'époque où cette électronique était peu intégrée.) Le protocole SCSI exige que le LUN 0 existe sur chaque cible (mais pas nécessairement que celui-ci désigne un espace de stockage) et la commande « REPORT LUNS » permet d'en déterminer la liste exacte.
De nos jours cette possibilité n'est pratiquement plus jamais exploitée et seul le LUN 0 existe sur un équipement SCSI (disque, lecteur/enregistreur de CD/DVD, etc.). Le terme LUN a toutefois survécu et même vu son emploi étendu.